# Vagonul Arad
Vagonul Arad a fost o echipă de fotbal din Arad, județul Arad. A fost fondată în 1911 și în scurt timp a devenit una din cele mai bune echipe din Arad. A fost afiliată la compania de cale ferată Astra. S-a desființat în 2006.

## Istorie

### Denumiri
- AMEFA (Asociația Muncitorilor pentru Educație Fizică Arad) (1911-1947)
- UVA - AMEFA (1948)
- Metalul Arad (1955)
- Energia Arad (1957)
- AMEFA (1959)
- Vagonul Arad (1962)
- Unirea Arad (1973)
- Rapid Arad (1974)
- CSM Rapid Arad (1985)
- Vagonul Arad (1986)
- CSM Vagonul Arad (1987)
- Astra Arad(1991)
- FC Arad (1994)
- FC Arad Telecom (1996)
- Telecom Arad (1997)
- Romtelecom Arad (2005)

### 1911 - 1948

Prima stemă a echipei

Clubul a fost format în Arad, Austro-Ungaria în 1910 ca Aradi Munkás Testedző Egylet - Aradi MTE, în românește (Asociația Muncitorilor pentru Educație Fizică) - AMEF. A jucat în liga a doua maghiară până în 1919. La prima participare în sezonul 1913-1914 a ocupat locul 4 din 10 echipe. Sezonul următor 1916–1917 a avut loc după doi ani de pauză, campionatul fiind întrerupt de primul război mondial. Acest sezon a fost un campionat de război considerat neoficial. AMEFA a terminat pe același loc cu Chinezul Timișoara, astfel a avut loc o finală pentru a decide campioana seriei Sud. Chinezul a câștigat finala astfel AMEFA a terminat pe 2. Sezonul al doilea neoficial 1917–1918(de război), AMEFA a terminat pe 3.
În sezonul 1918-19 primul sezon oficial după primul război mondial, AMEFA a terminat pe primul loc turul de toamnă, în fața Chinezului din Timișoara. Returul nu a mai avut loc datorită instabilității politice din țară.
A fuzionat cu Clubul Sportiv Al Fabricii De Vagoane păstrând prima denumire până în 1948.
După Primul Război Mondial s-a calificat pentru campionatul național de 3 ori, dar nu a trecut niciodată de semifinale.
Între anii 1932-1940 echipa a jucat în Divizia A. Cea mai bună performanță obținută a fost locul secund în sezonul de Divizia A 1935-1936.
În 1940 AMEF este dizolvată de regimul legionar, dar după Al Doilea Război Mondial a evoluat două sezoane (1946-1948) în Divizia B.

### 1948 - 1962
În 1948 se unește cu Astra Arad, noua echipă s-a numit UVA-AMEFA, și a jucat un sezon în Divizia C, după care a jucat în campionatul regional până în anul 1955 . Sub denumirea Metalul, joacă pentru un an în Divizia B (1955-1956) și unul în Divizia C (1956-1957). Cu un nou nume Energia, evoluează un sezon în Liga II (1957-1958). În 1958 clubul revine la numele tradițional AMEF Arad, și joacă în Divizia B până în 1962.

### 1962 - 1989

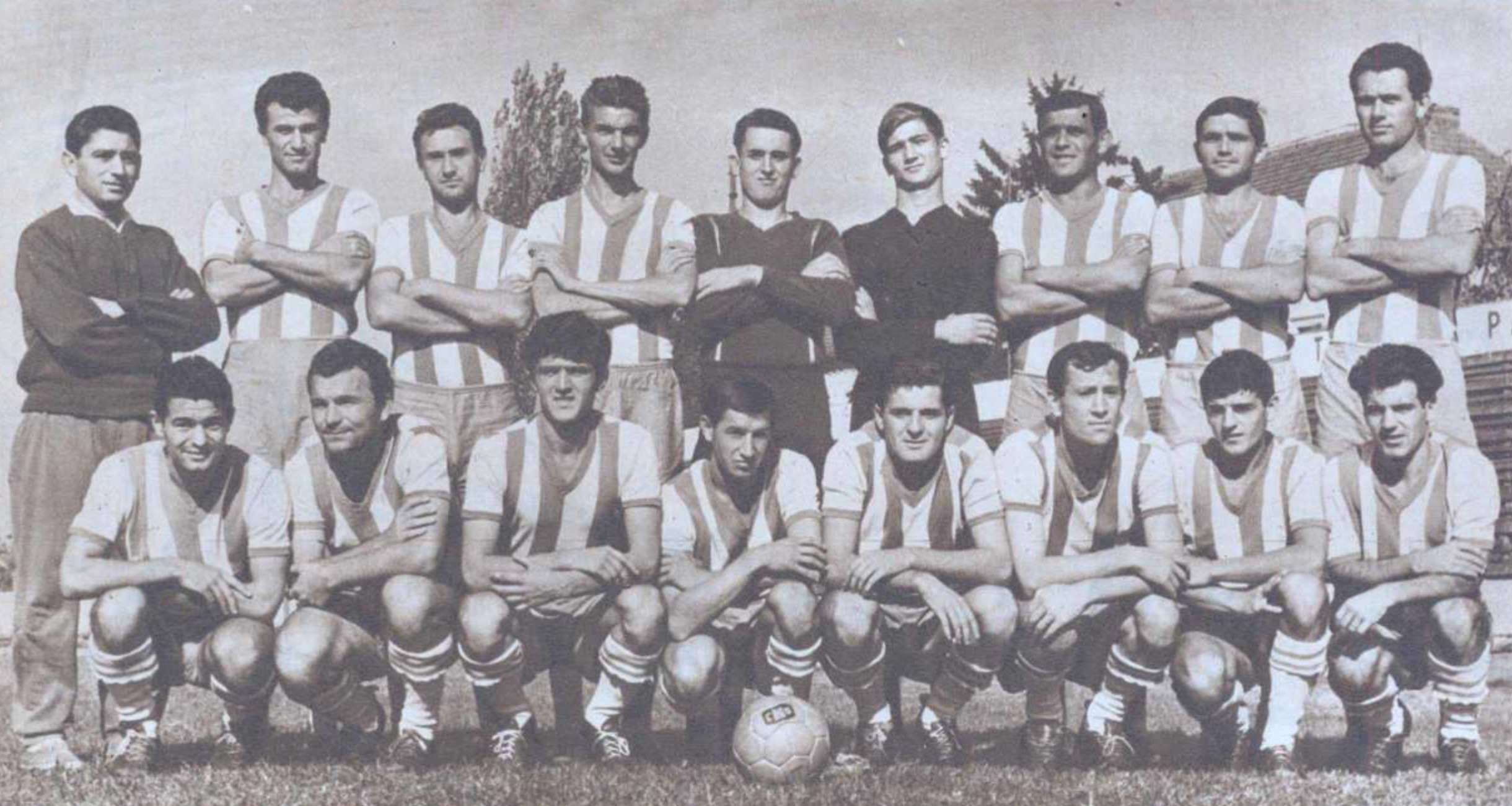
Echipa din sezonul 1966-1967

Clubul are un nou nume, Vagonul, după sponsorul principal Întreprinderea de Vagoane Arad. Evoluează în Divizia B în sezonul 1962-1963, în Divizia C în sezonul 1963-1964, și înapoi în divizia secundă până în 1968, când clubul promovează în Divizia A. În același an ajunge în semifinalele Cupei României. După un sezon retrogradează în al doilea eșalon, apoi în al treilea eșalon. Echipa putea ajunge în campionatul regional, dar a fost salvată de fuziunea cu CFR Arad. Noua echipă avea numele Unirea, apoi 'Rapid Arad, și a jucat în Liga a II-a până în 1977.
- 1977-1980 - Liga a III-a
- 1980-1984 - Liga a II-a,
- 1984-1989 - Liga a III-a.
- 1985 - CSM Rapid
- 1986 - Vagonul
- 1987 - CSM Vagonul.

### 1989 - 2006
Clubul promovează în Liga a II-a în 1989. Din 1991 a evoluat cu numele Astra. În 1992 retrogradează din nou în Liga a III-a. Își schimbă din nou denumirea: FC Arad în 1994, Telecom Arad în 1996, și Romtelecom în 2005.
La sfârșitul sezonului 2005-06 (în Liga a III-a), echipa termină campionatul pe locul 13 și retrogradează în Liga a IV-a Arad, acolo unde se desființează.

## AMEFA în Divizia A
- 1932-1933 • 12 • 04 • 00 - 08 - 17 • 35 • 08 puncte
- 1933-1934 • 14 • 07 • 03 - 04 - 26 • 22 • 17 puncte
- 1934-1935 • 22 • 02 • 04 - 16 - 24 • 53 • 08 puncte
- 1935-1936 • 22 • 11 • 06 - 05 - 40 • 27 • 28 puncte
- 1936-1937 • 22 • 10 • 07 - 05 - 46 • 27 • 27 puncte
- 1937-1938 • 18 • 12 • 02 - 04 - 48 • 25 • 26 puncte
- 1938-1939 • 22 • 10 • 05 - 07 - 40 • 35 • 25 puncte
- 1939-1940 • 22 • 10 • 01 - 11 - 37 • 39 • 21 puncte
- 1968-1969 • 30 • 10 • 03 - 17 - 40 • 60 • 23 puncte

## Jucători notabili
- Ștefan Auer
- Coloman Braun-Bogdan
- Cornel Bugariu
- Iuliu Prassler
- Reuter II
- Robert Sadowski
- Radu Suciu
- Mihai Adam
- Viorel Butaru
- Cornel Marian
- Răzvan Pleșca
- Daniel Toma
- Casian Maghici
- Petrică Băsăscu

## Palmares

### Competiții Naționale

#### Ligi:
Liga I:
Vicecampioni (1): 1935-1936
Liga II:
Campioni (1): 1967–68
Vicecampioni (1): 1946–47
Liga III:
Campioni (5): 1956, 1963–64, 1971–72, 1979–80, 1988–89
Vicecampioni (3): 1986–87, 1987–88, 2000–01

#### Cupe:
Cupa României:
- Semifinale (1): 1967-1968